# Адміністративний устрій Долинського району (Івано-Франківська область)
Адміністративний устрій Долинського району — адміністративно-територіальний устрій Долинського району Івано-Франківської області на 1 селищну та 1 сільську громади, 1 міську раду, 1 селишну раду та 18 сільських рад, які об'єднують 44 населені пункти і підпорядковані Долинській районній раді. Адміністративний центр — місто Долина.

## Список громадДолинського району
- Вигодська селищна громада
- Витвицька сільська громада
- Долинська міська громада

## Список радДолинського району
| №  | Назва                          | Центр           | Населені пункти                     | Площа км² | Місце за площею | Населення (2001), осіб. | Місце за населенням |
| -- | ------------------------------ | --------------- | ----------------------------------- | --------- | --------------- | ----------------------- | ------------------- |
| 1  | Долинська міська рада          | м. Долина       | м. Долина                           | 27        | 15              | 20906                   | 1                   |
| 2  | Белеївська сільська рада       | с. Белеїв       | с. Белеїв                           | 27.4      | 14              | 881                     | 28                  |
| 3  | Великотур'янська сільська рада | с. Велика Тур'я | с. Велика Тур'я                     | 65.5      | 7               | 2451                    | 7                   |
| 4  | Геринська сільська рада        | с. Гериня       | с. Гериня                           | 5.65      | 8               | 1278                    | 23                  |
| 5  | Гошівська сільська рада        | с. Гошів        | с. Гошів                            | 6.93      | 5               | 1885                    | 11                  |
| 6  | Княжолуцька сільська рада      | с. Княжолука    | с. Княжолука                        | 18.1      | 24              | 3041                    | 4                   |
| 7  | Лолинська сільська рада        | с. Лолин        | с. Лолин с. Ангелівка с. Максимівка | 83.6      | 1               | 1986                    | 10                  |
| 8  | Малотур'янська сільська рада   | с. Мала Тур'я   | с. Мала Тур'я                       | 9.2       | 29              | 1682                    | 15                  |
| 9  | Надіївська сільська рада       | с. Надіїв       | с. Надіїв                           | 23.0      | 18              | 1354                    | 20                  |
| 10 | Новичківська сільська рада     | с. Новичка      | с. Новичка                          | ?         | ?               | 1717                    | 13                  |
| 11 | Оболонська сільська рада       | с. Оболоння     | с. Оболоння                         | 21.4      | 20              | 2544                    | 5                   |
| 12 | Підлісківська сільська рада    | с. Підліски     | с. Підліски                         | 22.7      | 19              | 514                     | 31                  |
| 13 | Раківська сільська рада        | с. Раків        | с. Раків                            | 41.3      | 11              | 1300                    | 22                  |
| 14 | Рахинянська сільська рада      | с. Рахиня       | с. Рахиня                           | 14.6      | 27              | 1144                    | 24                  |
| 15 | Солуківська сільська рада      | с. Солуків      | с. Солуків с. Діброва с. Якубів     | 21.2      | 21              | 2491                    | 6                   |
| 16 | Тростянецька сільська рада     | с. Тростянець   | с. Тростянець с. Слобода-Долинська  | 40.1      | 12              | 1993                    | 9                   |
| 17 | Тяпчанська сільська рада       | с. Тяпче        | с. Тяпче                            | 7.67      | 31              | 1471                    | 18                  |
| 18 | Шевченківська сільська рада    | с. Шевченкове   | с. Шевченкове с. Мислівка           | 69.6      | 4               | 2431                    | 8                   |
| 19 | Яворівська сільська рада       | с. Яворів       | с. Яворів                           | 8.3       | 30              | 1041                    | 26                  |

* Примітки: м. — місто, смт — селище міського типу, с. — село, с-ще — селище